# Klaas van Sevenhoven
Klaas van Sevenhoven (Wilnis, 29 mei 1882 - Bussum, 29 augustus 1937) was een Nederlandse burgemeester.

## Leven en werk
Van Sevenhoven was een zoon van Willem van Sevenhoven en Eijtje Westveen. Van Sevenhoven werd in 1914 benoemd tot burgemeester van Bedum. Daarvoor was hij burgemeester van Stedum. In 1917 werd hij benoemd tot burgemeester van de toenmalige gemeente Onstwedde. Van Sevenhoven trouwde op 25 augustus 1914 te Ulrum met Martha Hillegonda Doornbos, dochter van de landbouwer Hendrik Doornbos en Hielkje Helder. Van Sevenhoven was onder meer vicevoorzitter van christelijke HBS te Groningen. Hij overleed in augustus 1937 op 55-jarige leeftijd te Bussum.

## Corruptie in het gemeentebedrijf
Op 7 mei 1928 werden de ambtenaren van Onstwedde door justitie van Winschoten verhoord en bewaakte de rijkspolitie de gehele dag het gemeentehuis. Er kwam een fraudezaak aan het licht waarbij onder meer de directeur van de gasfabriek, de schilder van de gemeente, de chef-veldwachter, de gemeentearchitect en een raadslid betrokken waren. In maart 1929 stond de voormalige gemeentearchitect van Onstwedde terecht vanwege vervalsing in geschrifte door het opmaken van valse loonstaten en het doen van betalingen daarop. In deze zaak werd Van Sevenhoven als getuige gehoord door de rechtbank van Winschoten. In april 1929 diende Van Sevenhoven zijn ontslagaanvraag in. Per 1 mei 1929 kreeg hij eervol ontslag verleend als burgemeester.
Tijdens de behandeling van de fraudezaak door de gemeenteraad bleek ook de burgemeester niet brandschoon. Het bleek dat Van Sevenhoven kippenhokken voor zichzelf had laten bouwen voor rekening van de gemeente. Hij verweerde zich voor de gemeenteraad door te stellen, dat dit ook voor andere ambtenaren gebeurde. Hij toonde zich bereid om de hokken alsnog te betalen. De gemeenteraad nam hier genoegen mee.

## Trivia
In Stadskanaal is de Van Sevenhovenstraat naar hem genoemd.